# Thiên Y A Na
Thiên Y A Na är en vietnamesisk gudinna. Hon tillhör den ursprungliga vietnamesiska folkreligionen Thanismen snarare än den buddhism som kom senare till Vietnam. 
Thiên Y A Na ingår i modersdyrkan, Đạo Mẫu, och hon dyrkas främst genom de så kallade Lên đồng, vilket innebär att hon anses kanaliseras genom ett medium under gudstjänsten. Det finns många tempel och helgedomar helgade åt henne i Vietnam, som är föremål för pilgrimsfärder. Kulten är särskilt populär bland kvinnor, som vallfärdar till hennes helgedomar och sedan genom ett medium frågar gudinnan till råds om sina liv.  
Thiên Y A Na antas ursprungligen ha varit gudinnan Lady Po Nagar, som dyrkades i Champariket, och som i sin tur troligen var den indiska gudinnan Bhagavati Uma. När Vietnameserna invandrade i nuvarande Vietnam, inlemmades sedan Champas kultur i deras.